# باتريشيا لاك
باتريشيا لاك (بالإنجليزية: Patricia Lake)‏ هي ممثلة أمريكية، ولدت في 8 يونيو 1919 في باريس في فرنسا، وتوفيت في 3 أكتوبر 1993 في رانتشو ميراج في الولايات المتحدة.

## وصلات خارجية
- باتريشيا لاك على موقع IMDb (الإنجليزية)